# Garyops sini
Espèce
Synonymes
- Sternophorus sini Chamberlin, 1923

Garyops sini est une espèce de pseudoscorpions de la famille des Sternophoridae.

## Distribution
Cette espèce est endémique du Mexique. Elle se rencontre au Sonora, en Basse-Californie et en Basse-Californie du Sud.

## Description
Les mâles mesurent de 2,1 à 2,4 mm et les femelles de 2,4 à 3,8 mm.

## Systématique et taxinomie
Cette espèce a été décrite sous le protonyme Sternophorus sini par Chamberlin en 1923. Elle est placée dans le genre Garyops par Harvey en 1985.

## Publication originale
- Chamberlin, 1923 : New and little known pseudoscorpions, principally from the islands and adjacent shores of the Gulf of California. Proceedings of the California Academy of Sciences, sér. 4, vol. 12, no 17, p. 353-387 (texte intégral).